# Parcul Național Fuji-Hakone-Izu
Parcul Național Fuji-Hakone-Izu  (富士箱根伊豆国立公園 Fuji-Hakone-Izu Kokuritsu Kōen?) este un parc național situat în Yamanashi, Shizuoka și în partea de vest a metropolei Tokyo, Japonia. Din parc fac parte Muntele Fuji, Fuji Cinci Lacuri, Hakone, Peninsula Izu și Insulele Izu. Parcul Național Fuji-Hakone-Izu are o suprafață de 1.227 km pătrați. 
În loc să fie un loc specific parcul este o adunătură de site-uri turistice dispersate care împresară regiunea. Cel mai sudic punct al parcului este reprezentat de insula Hachijō-jima care este la câteva sute de kilometri distanță de Muntele Fuji. Parcul dispune de o varietate de caracteristici geografice printre care izvoare termale naturale, linii de coastă, lacuri și peste 1.000 de insule vulcanice. Vegetația din parc variază de la specii de copaci montani până la vegetația subtropicală din insulele Izu. .
Parcul Național Fuji-Hakone-Izu a fost înființat la data de 2 februarie 1936 cu denumirea de Parcul Național Fuji-Hakone și este unul dintre primele patru parcuri naționale înființate în Japonia. În 1950 au fost incluse în parc Insulele Izu și denumirea a fost schimbată în cea actuală. Din cauza apropierii de Tokyo și usurința de a fi accesat este cel mai vizitat parc din Japonia. 
Orașe care se învecinează cu parcul sunt: Odawara, Fuji, Minami Ashigara, și Numazu.

## Puncte de interes

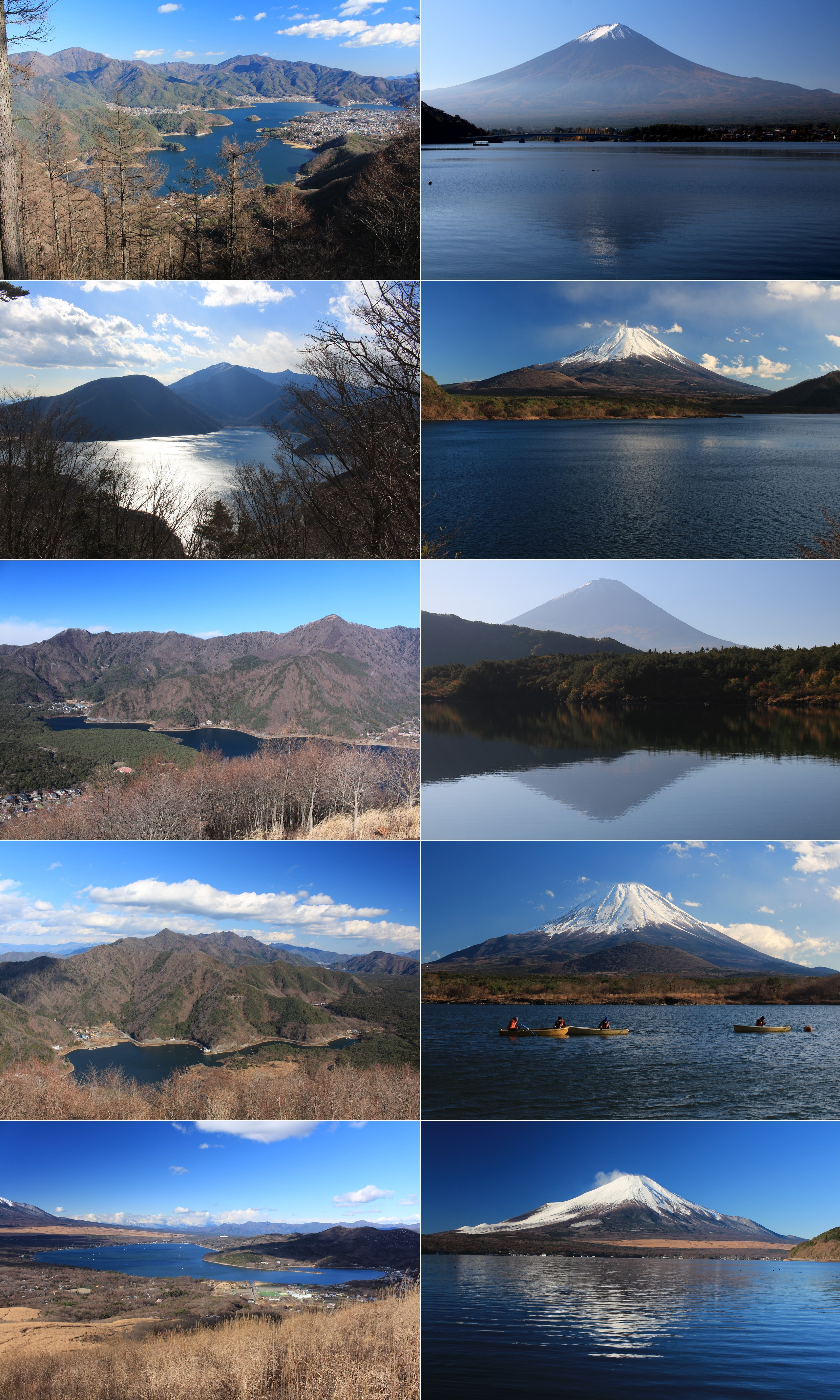
Muntele Fuji şi Fuji Five Lakes
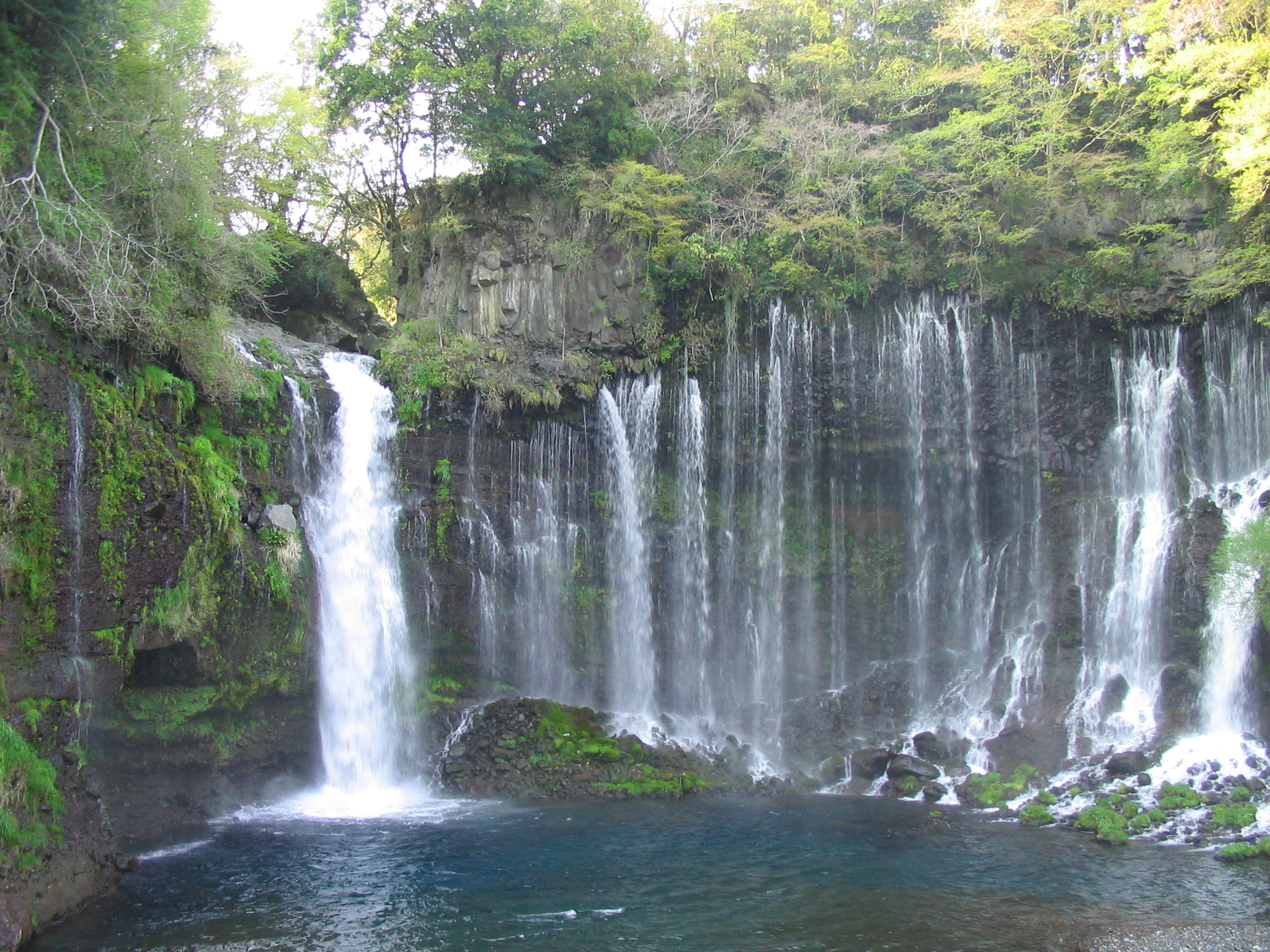
Cascada Shiraito
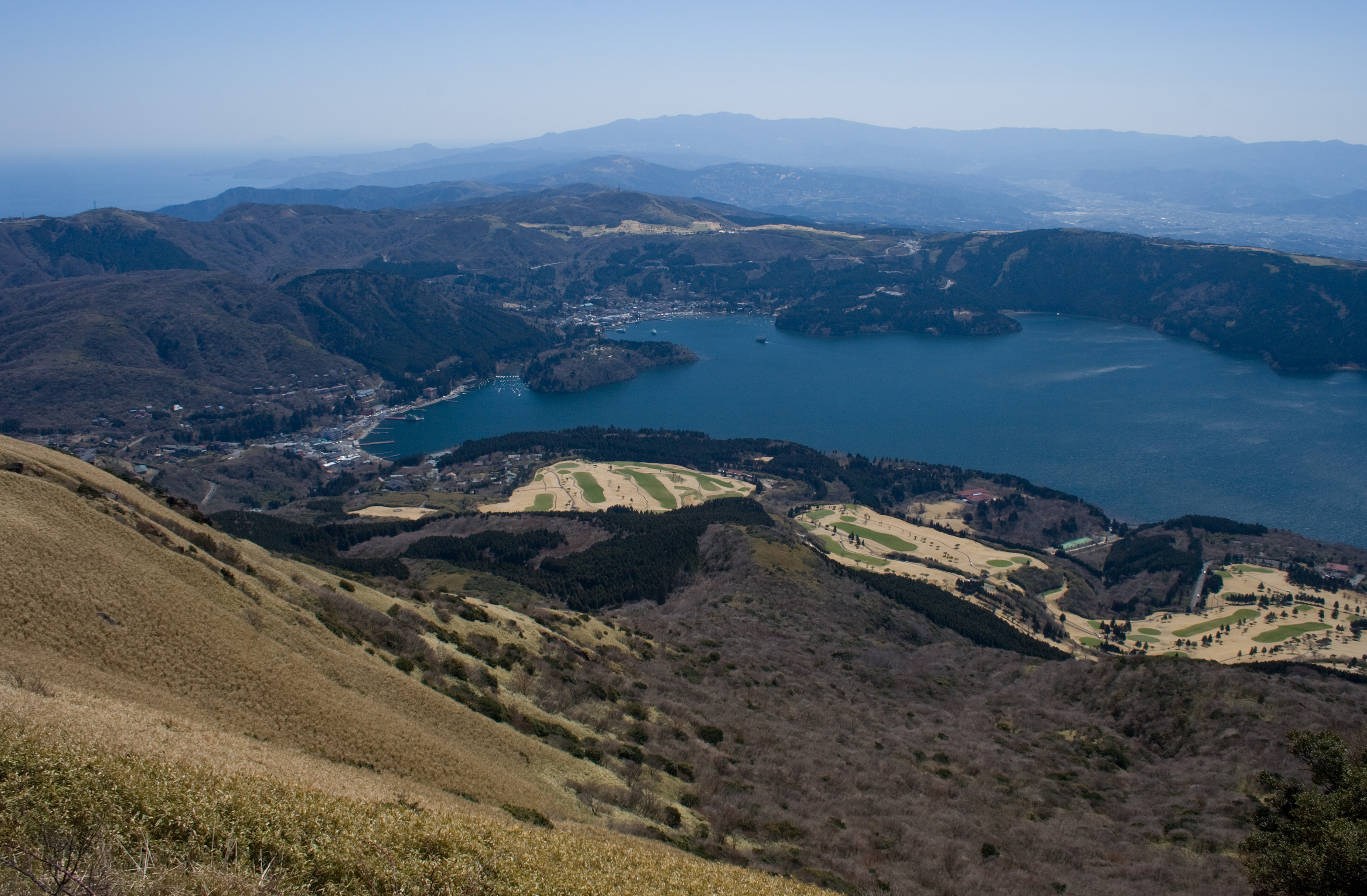
Lacul Ashi-no-ko
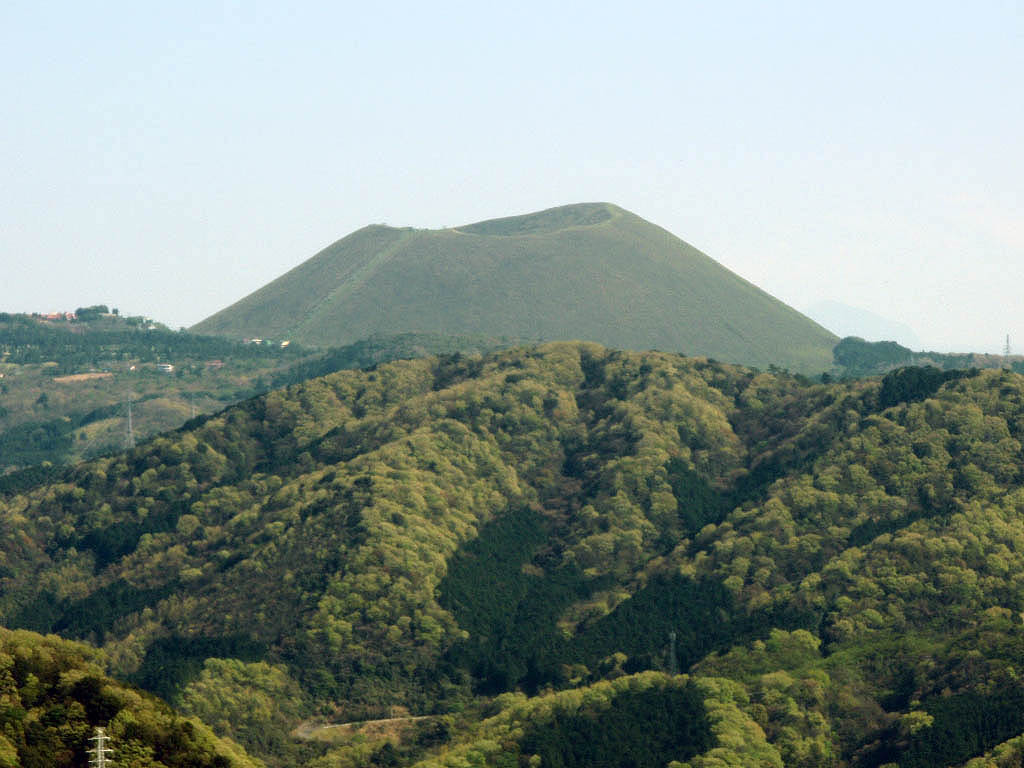
Muntele Ōmuro
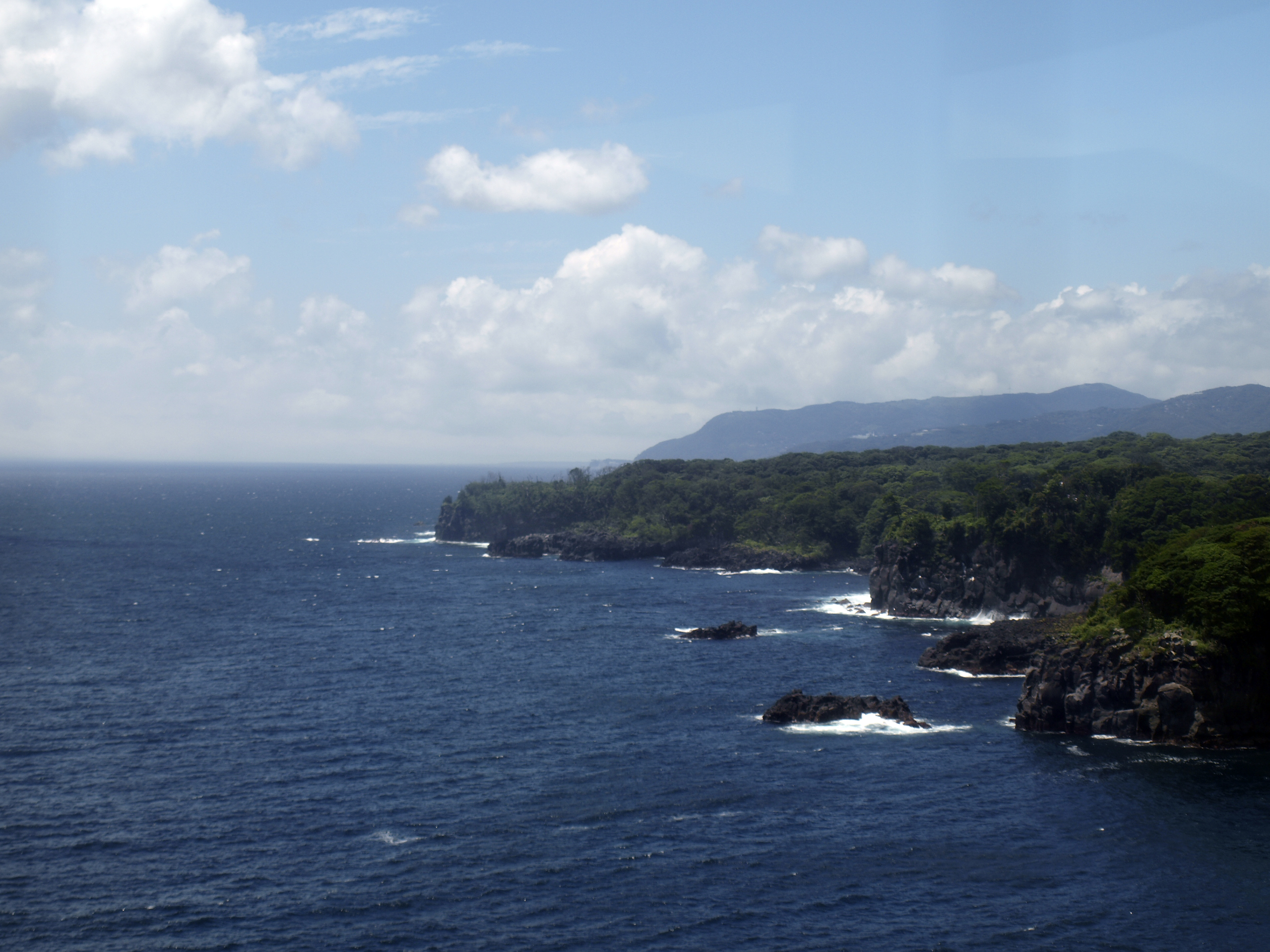
Coasta Jogasaki
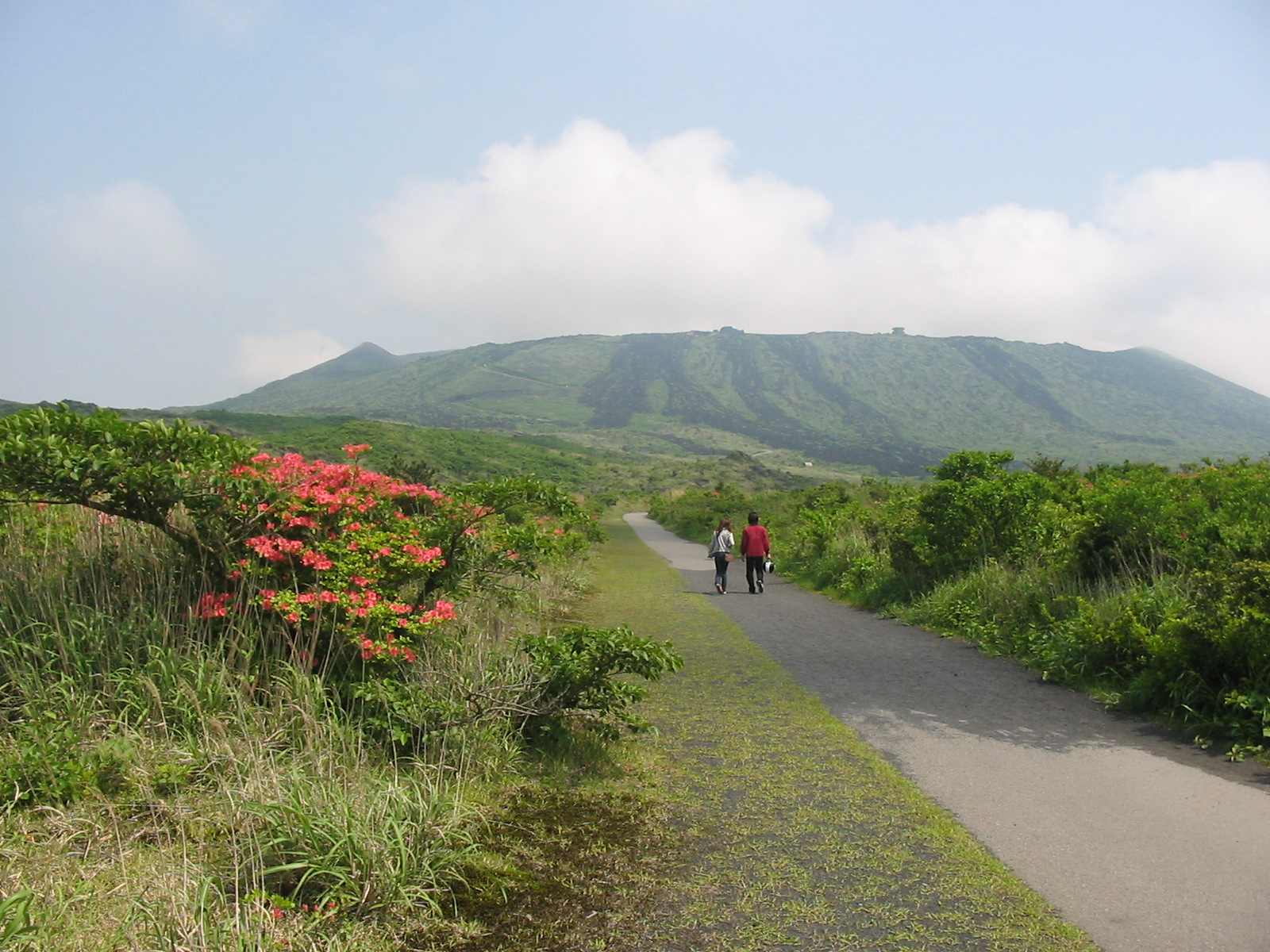
Izu Ōshima
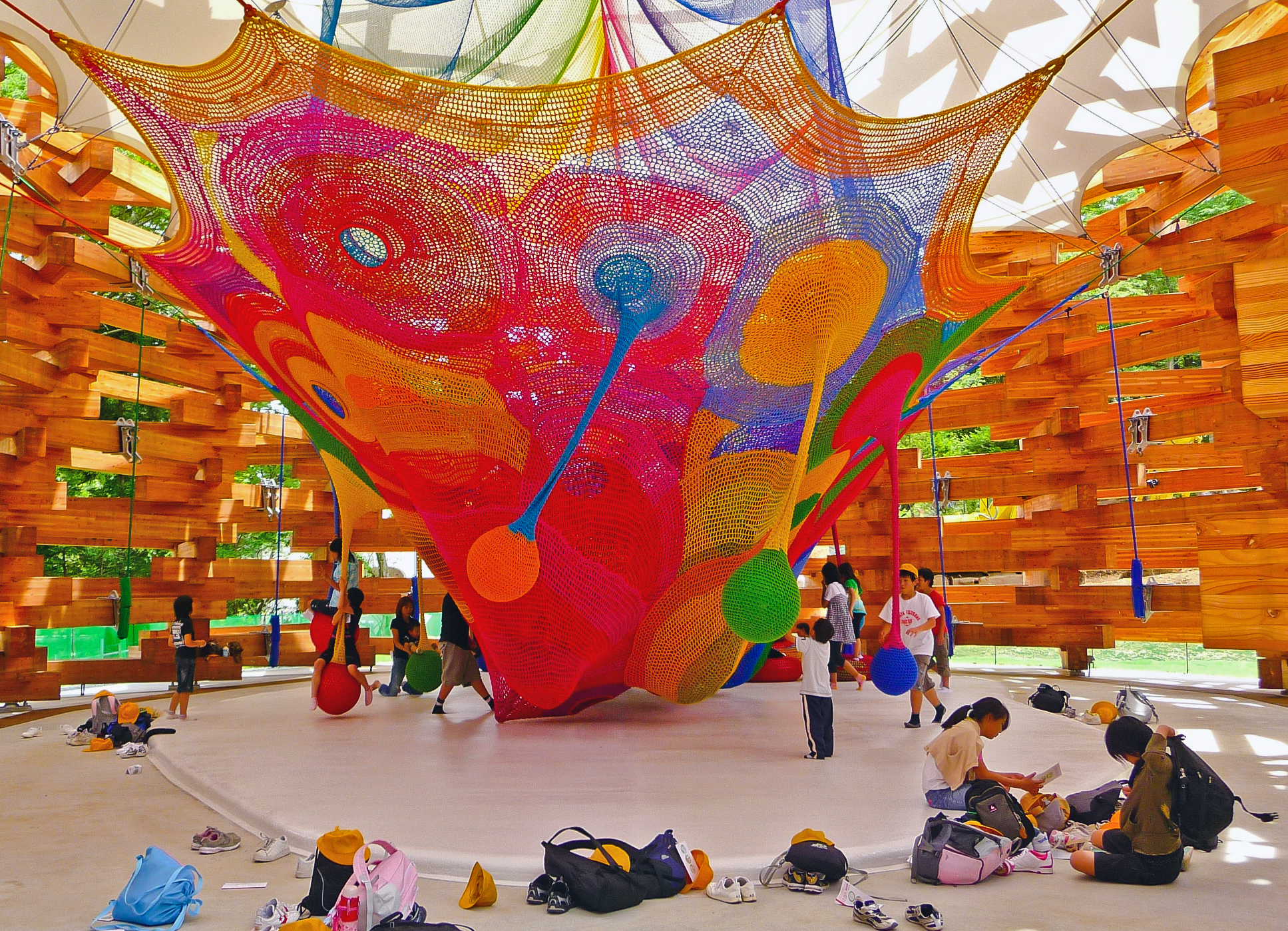
Un loc de joacă amenajat în parc

Parcul Național Fuji-Hakone-Izu este împărțit în patru mari zone.

### Zona Muntelui Fuji
- Muntele Fuji
- Cascada Shiraito
- Fuji Cinci Lacuri
- Aokigahara
- Lacul Tanuki

2. Zona Hakone
- Vechiul drum Tokaydo
- Gradina Botanica Hakone Botanical
- Lacul Ashi-no-ko (Lacul Ashi)[4]
- Great Boiling Valley

3. Izu Peninsula
- Muntele Amagi
- Izvorul termal Atami
- Atagawa Tropical & Alligator Garden
- Coasta Jogasaki

4.Insulele Izu 
- Izu Ōshima
- To-shima
- Nii-jima
- Shikine-jima
- Kōzu-shima
- Miyake-jima
- Mikura-jima
- Hachijō-jima

Insulele Izu sunt de asemenea un loc popular pentru scufundări.

## Alte lecturi
- Clark, Eugenie (aprilie 1984). „Japan's Izu Oceanic Park”. National Geographic. Vol. 165 nr. 4. pp. 465–491. ISSN 0027-9358. OCLC 643483454.